# Virginia Slims of Washington 1985
Virginia Slims of Washington 1985, також відомий під назвою VS of Washington, — жіночий тенісний турнір, що проходив на закритих кортах з килимовим покриттям у Вашингтоні (США). Належав до Світової чемпіонської серії Вірджинії Слімс 1984. Відбувсь учотирнадцяте й тривав з 7 січня до 13 січня 1985 року. Перша сіяна Мартіна Навратілова здобула титул в одиночному розряді й отримала 28 тис. доларів.

## Фінальна частина

### Одиночний розряд
Мартіна Навратілова —  Мануела Малеєва 6–3, 6–2
- Для Навратілової це був 1-й титул в одиночному розряді за сезон і 100-й — за кар'єру.

### Парний розряд
Джиджі Фернандес /  Мартіна Навратілова —  Клаудія Коде-Кільш /  Гелена Сукова 6–3, 3–6 6–3

## Нотатки
1. ↑  Світова чемпіонська серія Вірджинії Слімс 1984 тривала від березня 1984 року до березня 1985-го.[1]